# Hannes Köppen

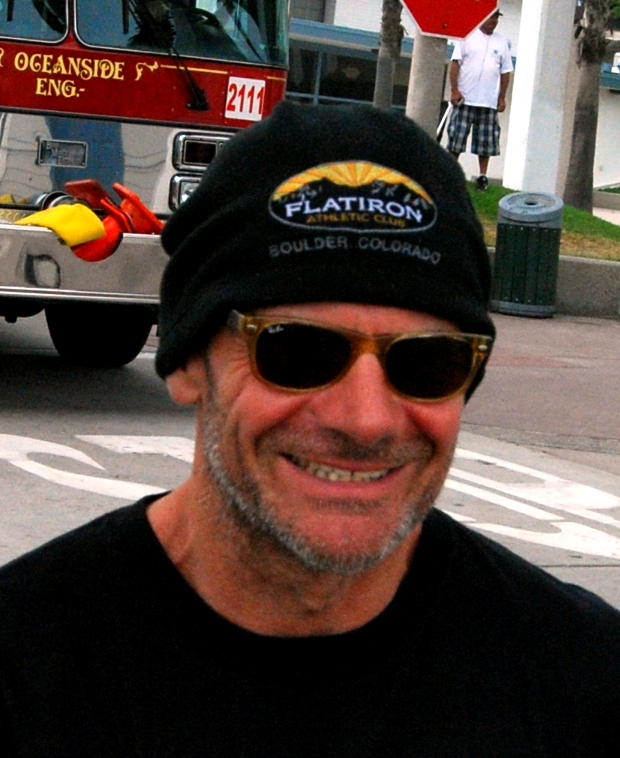
Hannes Köppen (2009)

Johannes Köppen (* 1957 in Herne) ist ein deutscher Triathlet. Er war Amateurweltmeister im Paratriathlon auf der Ironmandistanz und der Ironman 70.3 Distanz.

## Leben
Während seiner Bundeswehrzeit fand Köppen den Weg über den Fußball zum Ausdauersport. Bei einer Hilfsaktion wurde er, im Alter von 26 Jahren, auf einem Standstreifen einer Autobahn von einem Auto erfasst und ist seitdem querschnittsgelähmt. Er studierte Biologie und wurde zum Dr. rer. nat. promoviert. Später widmete er sich vorwiegend dem Sport.
1997 startete er bei seinem ersten Triathlon. 2005 gelang ihm mit 11:50:34 als erster deutscher Rollstuhlsportler eine Ironmandistanz zu absolvieren.
Von 2006 bis 2008 erfolgten drei Teilnahmen beim Ironman Hawaii. 2007 und 2008 wurde er Weltmeister in der Handbikeklasse auf Hawaii in 11:29:15 Std  und 11:16:43 Std.
2009 nahm er erfolgreich am Race Across America mit einem Handbike-Team (Team Can Be Venture: Hannes Köppen, Vico Merklein, Carlos Moleda, Patrick Doak) teil. In eine Zeit von 8 Tagen, 9 Stunden und 19 Minuten konnte erstmals ein Handbiketeam die 5000 km innerhalb der offiziellen Zeitvorgabe für Radsportler von 9 Tagen durchfahren.